# The Celtic Frost Story
The Celtic Frost Story è il terzo singolo del gruppo heavy metal svizzero Celtic Frost, pubblicato nel 1989.
Contiene due tracce registrate all'Hammersmith Odeon di Londra, Cherry Orchards da Cold Lake e Into the Crypt of Rays da Morbid Tales, e un'intervista a Tom Gabriel Fischer e Olivier Amburg condotta dal giornalista Chris Tetley.
È stato pubblicato su CD, su 12" picture disc e su musicassetta.

## Tracce
1. Cherry Orchards (live from The Hammersmith Odeon, 3/3/89) – 4:12
2. Into the Crypts of Rays (live from The Hammersmith Odeon, 3/3/89) – 4:44
3. Interview with Chris Tetley, March 4, 1989 Featuring Tom Warrior and Ollie Amburg – 22:15

## Formazione
- Tom Gabriel Fischer - voce, chitarra,
- Oliver Amber - chitarra
- Curt Victor Bryant - basso
- Stephen Priestly - batteria, voce addizionale